# جين لارسون
جين لارسون (بالإنجليزية: Jane Larson)‏ هي محامية أمريكية، ولدت في 1958 في أوماها في الولايات المتحدة، وتوفيت في 2011.